# Naval Air Weapons Station China Lake
Naval Air Weapons Station China Lake, tidigare känt som Naval Ordnance Test Station och Naval Weapons Center, är en militär anläggning i Mojaveöknen i Kalifornien. Den är med sina 4 500 km² USA:s flottas största anläggning och motsvarar 34 % av flottans totala landinnehav. Anläggningen har sedan 1943 använts för utveckling och utprovning av olika vapensystem och verksamheten där ingår i Naval Air Systems Command.

## Historia
Naval Ordnance Test Station (NOTS) i China Lake grundades 8 november 1943 av USA:s marinminister Frank Knox. Anläggningen började byggas vid ett reservflygfält i Inyokern och ett stort område i China Lake reserverades som övningsfält. Mycket av den militära forskning som Caltech dittills hade bedrivit i Pasadena flyttades dit. Den del av Manhattanprojektet som gick under namnet Project Camel genomfördes också vid China Lake, bland annat test och tillverkning av detonatorerna till Fat Man. Efter kriget fortsatte man att utveckla raketvapen som HVAR och forska på olika typer av målsökare vilket så småningom ledde fram till jaktroboten AIM-9 Sidewinder. Under Koreakriget expanderade verksamheten kraftigt vilket gjorde att man kunde utveckla mycket mer avancerade robotsystem som UGM-27 Polaris och RUR-5 ASROC. Verksamheten var som mest intensiv under Vietnamkriget då vapen som Zuni, AGM-45 Shrike och AGM-62 Walleye samt laserstyrning och sensorer som FLIR utvecklades. I juli 1967 flyttade Naval Ordnance Laboratory från Corona till China Lake och gick samman med NOTS och bildade Naval Weapons Center. Under 1980-talet utvecklades AGM-88 HARM, AGM-122 Sidearm och AGM-123 Skipper II och man var delaktiga i utvecklingen av Tomahawk. Under Kuwaitkriget genomfördes snabba uppdateringar av existerande vapensystem som ledde till nya versioner av Sidewinder, Shrike, HARM och Tomahawk.
År 2016 arbetade 1 000 militärer och 4 400 civilanställda på basen.

## Galleri

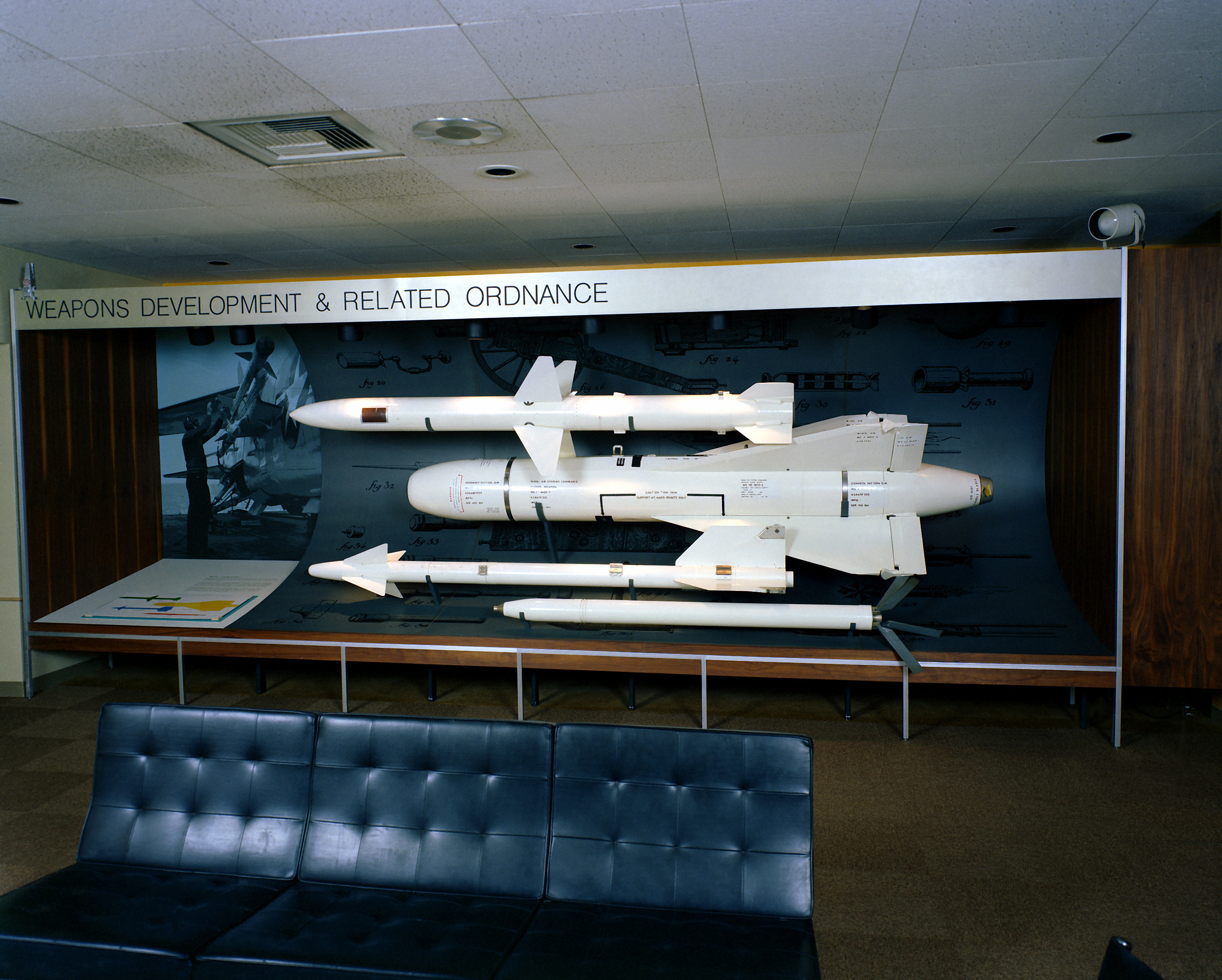
Fyra vapen som utvecklats vid China Lake. Uppifrån och ned: AGM-45 Shrike, AGM-62 Walleye, AIM-9 Sidewinder och Zuni.
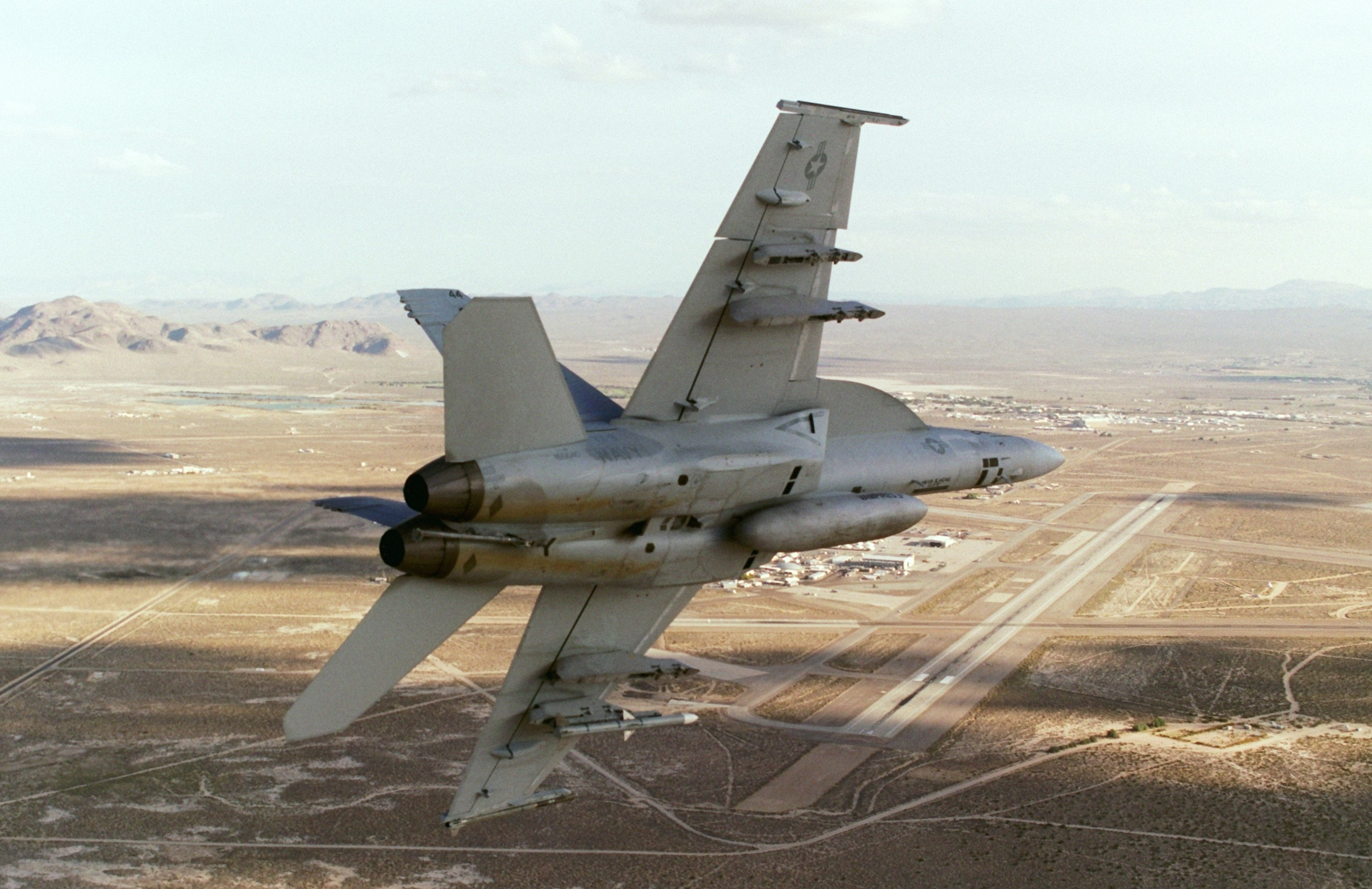
En F/A-18F Super Hornet ovanför basen, 15 december 2005.